# Катастрофа Cessna 208 под Ступино
Катастрофа Cessna 208 под Ступино — авиационная катастрофа, произошедшая в субботу 19 ноября 2005 года. Легкомоторный самолёт Cessna 208B с бортовым номером P4-OIN выполнял чартерный-пассажирский рейс по маршруту Воронеж — Домодедово, но при заходе на посадку вошёл в сваливание и в штопор, и затем упал в лес, близ к селу Старое, в результате в этой авиакатастрофе погибли все находившиеся на борту.

## Самолёт
Cessna 208B Grand Caravan (бортовым номером P4-OIN и заводским номером 208B1052) был построен в 2004 года, был оснащён двумя турбовинтовыми двигателями Pratt & Whitney Canada PT6A-114A, информация о налетах и циклах неизвестна.

## Экипаж и пассажиры
- Командир воздушного судна (КВС) — Пьянин Геннадий.
- Второй пилот — Гунькин Олег.

Среди пассажиров самолёта был помощник депутата Госдумы РФ от Воронежской области Николая Ольшанского — Игорь Ольшанский.

## Катастрофа
Экипаж приступил к снижению с высоты эшелона 3 000 м в темное время суток и в условиях снегопада. Уже подвергшийся образованию льда самолет вошел в зону интенсивного обледенения. При этом автопилот остался включенным, увеличивая угол атаки в ответ на уменьшение скорости. На высоте 1 500 м экипаж перешел в горизонтальный полет и приступил к левому развороту для выхода на посадочный курс. Автопилот продолжал увеличивать угол тангажа, а приборная скорость продолжала падать. Экипаж в это время был занят выполнением контрольной карты и установкой давления аэродрома на высотомерах. Вскоре самолет вошел в режим сваливания и попал в штопор. Затем он на большой скорости упал в лес близ деревни Старый Ступинского района в 35 км от аэропорта назначения и сгорел. Пассажиры возвращались с охоты в Воронежской области. Самолет официально принадлежал оффшорной компании Evolga A.V.V. с о-ва Аруба, но использовался частным лицом в России..
На месте крушения самолёта был установлен памятный крест и гранитный обелиск с именами всех погибших.